# A Ascensão do Dragão
A Ascensão do Dragão é um livro complementar de George R.R. Martin, Elio M. García Jr. e Linda Antonsson que descreve a história da Casa Targaryen desde a conquista de Westeros por Aegon Targaryen até a guerra civil da Dança dos Dragões. Foi lançado em 25 de outubro de 2022.  Em contraste com Fogo e Sangue, Martin o descreveu como "escrito em um estilo mais enciclopédico semelhante a O Mundo de Gelo e Fogo ". 
O livro, assim como o Mundo de Gelo e Fogo e Fogo e Sangue, difere das obras principais das Crônicas de Gelo e Fogo em utilizar de um formato historiográfico. A obra é escrita como se fosse da autoria de um historiador de Westeros, Arquimeistre Gyldayn. 

## Narrativa
Reconta da invasão de Aegon, dado o epíteto de O Conquistador, em Westeros. Passando pela guerra de sucessão pelos filhos de Aegon; Aenys e Maegor. E da restauração da paz sob o reinado do filho de Aenys, Jaehaerys. Após a morte dos herdeiros do rei, é convocado, em Harrenhal, um Grande Concílio, onde é decidido que apenas descendentes varões devem herdar o Trono de Ferro. Então, Viserys, neto do rei pelo segundo filho, torna-se Príncipe de Pedra do Dragão ao invés de Rhaenys, filha de Aemon, o antigo herdeiro, e mais velha. 
Durante o pacífico reinado de Viserys, pela aparente falta de herdeiros homens, nomeia sua filha, Rhaenyra. Sua Mão (conselheiro-chefe do rei) Otto Hightower, casa sua fiha ao rei, que lhe dá filhos homens, trazendo dúvida à sucessão. Após a morte de Viserys, duas facções surgiram; os verdes (nome esse referente a cor das chamas da Torralta quando os Hightowers estão em guerra) que apoiavam Aegon II, filho de Viserys por Alicent, e os pretos, que apoiavam a antiga herdeira: Rhaenyra.
Essa guerra civil ficou então conhecida como a Dança dos Dragões, e levou a de facto extinção dos dragões. O filho de Rhaenyra com seu tio, Aegon III, sucedeu o trono, sendo onde o livro termina.